# Samlade singlar 78/82
Samlade singlar 78/82, är ett samlingsalbum av det svenska punkbandet Ebba Gröns tidigare släppta singlar, samt en tidigare outgiven cover på Born to Be Wild. Detta album släpptes 1983, finns med "pröjsa inte mer än mediumpris" märke utanpå omslaget. Skivan släpptes bara på vinyl och kassett. De sju första spåren på sida A och de fem sista på sida B.

## Låtlista
| Nr  | Titel                        | Längd | Notering |
| --- | ---------------------------- | ----- | -------- |
| 1.  | Born to Be Wild              | 3.20  |          |
| 2.  | Profit                       | 2.03  |          |
| 3.  | Ung & sänkt                  | 1.57  |          |
| 4.  | Tyst för fan                 | 2.29  |          |
| 5.  | Mona Tumbas Slim Club        | 2.25  |          |
| 6.  | Vad skall du bli?            | 2.40  |          |
| 7.  | Häng Gud                     | 2.03  |          |
| 8.  | Ung & kåt                    | 3.11  |          |
| 9.  | Staten & kapitalet           | 5.21  |          |
| 10. | Scheisse                     | 3.10  |          |
| 11. | Tyna bort                    | 4.30  |          |
| 12. | Nu släckas tusen människoliv | 2.54  |          |

## Listplaceringar
| Lista (1983) | Topplacering |
| ------------ | ------------ |
| Sverige      | 17           |